# Ministerio de Hacienda (Colombia)
El Ministerio de Hacienda, llamado Secretaría de Hacienda entre su fundación en 1821 hasta 1886, fue un antiguo ministerio colombiano encargado del manejo y recaudación de los impuestos, así como de la planificación del gasto público. Existió hasta 1923 cuando se fusionó con el Ministerio del Tesoro para dar lugar al Ministerio de Hacienda y Crédito Público.

## Historia
Tras la victoria en la Batalla de Boyacá y la toma de Bogotá el 10 de agosto de 1819, que garantizaron la independencia de la Nueva Granada, el libertador Simón Bolívar le dio a la Nueva Granada un gobierno provisional liderado por el vicepresidente Francisco de Paula Santander. El 24 de septiembre de 1819 Santander organizó el gobierno de Nueva Granada en dos secretarías: la de Guerra y Hacienda y la de Interior y Justicia; para la cartera de Guerra y Hacienda se designó a Alejandro Osorio Uribe. El 17 de diciembre del mismo año el Congreso de Angostura estableció la Gran Colombia y mediante decreto del 3 de enero de 1820 se creó un gobierno separado para Cundinamarca (Colombia) y Venezuela, cada uno con una única Secretaría denominada Secretaría General.
Aunque Santander se opuso a la desaparición de las dos secretarías, Bolívar estableció que ambos secretarios pasarían a ser cosecretarios generales, cada uno encargado de un despacho, resolución confirmada por el Congreso el 1 de agosto. Cuando en 1821 Osorio se dirigió al Congreso de Villa del Rosario, la cartera quedó definitivamente en manos del Secretario del Interior y Justicia, Estanislao Vergara y Sanz de Santamaría.
Finalmente, la Secretaría de Hacienda se estableció formalmente con la Constitución de Cúcuta en 1821 y contó como primer titular José María del Castillo. En 1824 se sistematizó y se crearon seis direcciones, una Contaduría y Juntas de Hacienda, sumadas a la creación de una dirección regional para cada departamento del país. En 1847 la secretaría fue reformada y se dividió su administración es 16 departamentos: hacienda, tesoro, contabilidad general, deuda nacional, gastos de hacienda y del tesoro, gobierno, interior, relaciones exteriores, justicia, guerra, marina, obras públicas, agricultura, minas, manufacturas y comercio, instrucción pública, culto, beneficencia y recompensas. Además, se fundó la Dirección General de Presupuesto, que supuso la modernización del sistema financiero colombiano.
En 1863 sufrió la escisión de la Tesorería Nacional, que pasaría a ser una secretaría separada bajo el nombre de Secretaría del Tesoro. En 1866 se expidió una nueva reforma, que "estipuló que las rentas, contribuciones, tierras baldías, y otros bienes de carácter público pertenecían a la Unión".
Entre el 29 de marzo de 1905 y el 19 de noviembre de 1909 se fusionó con el Ministerio del Tesoro para formar el Ministerio de Hacienda y Tesoro. La Ley 31 del 18 de julio de 1923 volvió a fusionar a ambos ministerios, esta vez bajo el nombre de Ministerio de Hacienda y Crédito Público por recomendaciones de la misión Kemmerer, que fundó el Banco de la República.

## Ministros de Hacienda (1886-1923)
La siguiente es la lista de Ministros de Hacienda: 
| N.º                                                                     | Nombre                                                                  | Inicio                                                                  | Final                                                                   | Presidente                                | Ref.         |
| ----------------------------------------------------------------------- | ----------------------------------------------------------------------- | ----------------------------------------------------------------------- | ----------------------------------------------------------------------- | ----------------------------------------- | ------------ |
| 37.°                                                                    | Aristóbulo Archila                                                      | 15 de febrero de 1923                                                   | 18 de julio de 1923                                                     | Pedro Nel Ospina                          | [ 5 ]        |
| 36.°                                                                    | Félix Salazar Jaramillo                                                 | 7 de agosto de 1922                                                     | 15 de febrero de 1923                                                   | Pedro Nel Ospina                          | [ 5 ]        |
| 35.°                                                                    | Miguel Arroyo Diez                                                      | 11 de noviembre de 1921                                                 | 7 de agosto de 1922                                                     | Jorge Holguín Mallarino                   | [ 6 ]        |
| 34.°                                                                    | Pedro J. Berrío                                                         | 19 de septiembre de 1921                                                | 11 de noviembre de 1921                                                 | Marco Fidel Suárez                        | [ 7 ]        |
| 33.°                                                                    | Pomponio Guzmán                                                         | 16 de septiembre de 1918                                                | 19 de septiembre de 1921                                                | Marco Fidel Suárez                        | [ 7 ]        |
| 32.°                                                                    | Marcelino Arango                                                        | 10 de agosto de 1918                                                    | 16 de septiembre de 1918                                                | Marco Fidel Suárez                        | [ 7 ]        |
| 31.°                                                                    | Carlos Vásquez Latorre (Designado)                                      | 7 de agosto de 1918                                                     | 10 de agosto de 1918                                                    | Marco Fidel Suárez                        | [ 7 ]        |
| 30.°                                                                    | Tomás Suri Salcedo                                                      | 17 de julio de 1916                                                     | 5 de enero de 1918                                                      | José Vicente Concha                       | [ 8 ]        |
| 29.°                                                                    | Diego Mendoza Pérez                                                     | 15 de septiembre de 1915                                                | 17 de julio de 1916                                                     | José Vicente Concha                       | [ 8 ]        |
| 28.°                                                                    | Daniel J. Reyes                                                         | 3 de septiembre de 1914                                                 | 15 de septiembre de 1915                                                | José Vicente Concha                       | [ 8 ]        |
| 27.°                                                                    | Bernardo Escovar (Designado)                                            | 7 de agosto de 1914                                                     | 3 de septiembre de 1914                                                 | José Vicente Concha                       | [ 8 ]        |
| 26.°                                                                    | José A. Llorente                                                        | 17 de enero de 1914                                                     | 7 de agosto de 1914                                                     | Carlos Eugenio Restrepo                   | [ 9 ]        |
| 25.°                                                                    | Francisco Restrepo Plata                                                | 23 de noviembre de 1911                                                 | 17 de enero de 1914                                                     | Carlos Eugenio Restrepo                   | [ 9 ]        |
| 24.°                                                                    | Tomás O. Eastman                                                        | 7 de agosto de 1910                                                     | 23 de noviembre de 1911                                                 | Carlos Eugenio Restrepo                   | [ 9 ]        |
| 23.°                                                                    | Simón Bossa                                                             | 11 de diciembre de 1909                                                 | 7 de agosto de 1910                                                     | Ramón González Valencia                   | [ 10 ]       |
| Ministros de Hacienda y Tesoro; véase: Ministerio de Hacienda y Tesoro. | Ministros de Hacienda y Tesoro; véase: Ministerio de Hacienda y Tesoro. | Ministros de Hacienda y Tesoro; véase: Ministerio de Hacienda y Tesoro. | Ministros de Hacienda y Tesoro; véase: Ministerio de Hacienda y Tesoro. | Ramón González Valencia                   | [ 10 ]       |
| Ministros de Hacienda y Tesoro; véase: Ministerio de Hacienda y Tesoro. | Ministros de Hacienda y Tesoro; véase: Ministerio de Hacienda y Tesoro. | Ministros de Hacienda y Tesoro; véase: Ministerio de Hacienda y Tesoro. | Ministros de Hacienda y Tesoro; véase: Ministerio de Hacienda y Tesoro. | Jorge Holguín Mallarino                   | [ 11 ]       |
| Ministros de Hacienda y Tesoro; véase: Ministerio de Hacienda y Tesoro. | Ministros de Hacienda y Tesoro; véase: Ministerio de Hacienda y Tesoro. | Ministros de Hacienda y Tesoro; véase: Ministerio de Hacienda y Tesoro. | Ministros de Hacienda y Tesoro; véase: Ministerio de Hacienda y Tesoro. | Rafael Reyes Prieto                       | [ 12 ]       |
| 22.°                                                                    | Pedro Antonio Molina                                                    | 15 de diciembre de 1904                                                 | Marzo de 1905                                                           | Rafael Reyes Prieto                       | [ 12 ]       |
| 21.°                                                                    | Jorge Holguín Mallarino                                                 | 7 de agosto de 1904                                                     | 15 de diciembre de 1904                                                 | Rafael Reyes Prieto                       | [ 12 ]       |
| 20.°                                                                    | Carlos Arturo Torres                                                    | 30 de mayo de 1904                                                      | 7 de agosto de 1904                                                     | José Manuel Marroquín                     | [ 13 ]       |
| 19.°                                                                    | Pedro Antonio Molina                                                    | 1904                                                                    | 30 de mayo de 1904                                                      | José Manuel Marroquín                     | [ 13 ]       |
| 18.°                                                                    | Ruperto Ferreira Gómez                                                  | 2 de junio de 1903                                                      | 1904                                                                    | José Manuel Marroquín                     | [ 13 ]       |
| 17.°                                                                    | Manuel Vicente Umaña                                                    | 12 de diciembre de 1902                                                 | 2 de junio de 1903                                                      | José Manuel Marroquín                     | [ 13 ]       |
| 16.°                                                                    | José Ramón Lago                                                         | 30 de enero de 1902                                                     | 12 de diciembre de 1902                                                 | José Manuel Marroquín                     | [ 13 ]       |
| 15.°                                                                    | Miguel Abadía Méndez                                                    | 2 de diciembre de 1900                                                  | 30 de enero de 1902                                                     | José Manuel Marroquín                     | [ 13 ]       |
| 14.°                                                                    | Pedro Antonio Molina                                                    | 31 de julio de 1900                                                     | 2 de diciembre de 1900                                                  | José Manuel Marroquín                     | [ 13 ]       |
| 13.°                                                                    | José María González Valencia                                            | 28 de mayo de 1899                                                      | 30 de julio de 1900                                                     | Manuel Antonio Sanclemente                | [ 2 ]        |
| 12.°                                                                    | Carlos Calderón Reyes                                                   | 9 de enero de 1899                                                      | 28 de mayo de 1899                                                      | Manuel Antonio Sanclemente                | [ 14 ] [ 2 ] |
| 11.°                                                                    | Olegario Rivera                                                         | 3 de noviembre de 1898                                                  | 9 de enero de 1899                                                      | Manuel Antonio Sanclemente                | [ 2 ]        |
| 10.°                                                                    | Pedro Antonio Molina                                                    | 7 de agosto de 1898                                                     | 10 de septiembre de 1898                                                | Manuel Antonio Sanclemente                | [ 2 ]        |
| 10.°                                                                    | Pedro Antonio Molina                                                    | 14 de marzo de 1898                                                     | 7 de agosto de 1898                                                     | Miguel Antonio Caro                       | [ 15 ]       |
| 9.°                                                                     | Manuel Esguerra                                                         | 28 de diciembre de 1896                                                 | 14 de marzo de 1898                                                     | Miguel Antonio Caro                       | [ 14 ] [ 2 ] |
| 8.°                                                                     | Ruperto Ferreira Gómez                                                  | 20 de abril de 1896                                                     | 27 de diciembre de 1896                                                 | Miguel Antonio Caro                       | [ 14 ] [ 2 ] |
| 7.°                                                                     | Carlos Uribe Michelsen                                                  | 1 de febrero de 1895                                                    | 19 de abril de 1896                                                     | Miguel Antonio Caro                       | [ 2 ]        |
| 6.°                                                                     | Pedro Bravo                                                             | 7 de agosto de 1894                                                     | 31 de enero de 1895                                                     | Miguel Antonio Caro                       | [ 14 ] [ 2 ] |
| 6.°                                                                     | Pedro Bravo                                                             | 7 de agosto de 1892                                                     | 7 de agosto de 1894                                                     | Rafael Núñez Moledo (Miguel Antonio Caro) | [ 14 ] [ 2 ] |
| 5.°                                                                     | José Manuel Goenaga Gómez                                               | 26 de diciembre de 1890                                                 | 7 de agosto de 1892                                                     | Carlos Holguín Mallarino                  | [ 14 ] [ 2 ] |
| 4.°                                                                     | Adolfo Sicard y Pérez                                                   | 12 de febrero de 1890                                                   | 1891                                                                    | Carlos Holguín Mallarino                  | [ 15 ]       |
| 3.°                                                                     | Felipe F. Paul                                                          | 7 de agosto de 1888                                                     | 12 de febrero de 1890                                                   | Carlos Holguín Mallarino                  | [ 14 ] [ 2 ] |
| 2.°                                                                     | Vicente Restrepo Maya                                                   | 15 de marzo de 1888                                                     | 7 de agosto de 1888                                                     | Rafael Núñez Moledo                       | [ 14 ] [ 2 ] |
| 1.°                                                                     | Antonio Roldán Reyes                                                    | 4 de junio de 1887                                                      | 15 de marzo de 1888                                                     | Rafael Núñez Moledo                       | [ 2 ] [ 15 ] |
| 1.°                                                                     | Antonio Roldán Reyes                                                    | 7 de enero de 1887                                                      | 4 de junio de 1887                                                      | Eliseo Payán Hurtado                      | [ 2 ] [ 15 ] |
| 1.°                                                                     | Antonio Roldán Reyes                                                    | 7 de agosto de 1886                                                     | 7 de enero de 1887                                                      | José María Campo Serrano                  | [ 2 ] [ 15 ] |

### Ministros encargados
| Nombre                | Inicio                   | Fin                     | Presidente              | Causa                                  | Ref.   |
| --------------------- | ------------------------ | ----------------------- | ----------------------- | -------------------------------------- | ------ |
| Jorge Roa             | 9 de junio de 1921       |                         | Marco Fidel Suárez      |                                        | [ 7 ]  |
| Justiniano Cañón      | 1916                     | 1916                    | José Vicente Concha     |                                        | [ 8 ]  |
| Justiniano Cañón      | 15 de septiembre de 1915 |                         | José Vicente Concha     | A la espera de la posesión del titular | [ 8 ]  |
| Jorge Enrique Delgado | 11 de agosto de 1914     | 3 de septiembre de 1914 | José Vicente Concha     | A la espera de la posesión del titular | [ 8 ]  |
| Antonio José Cadavid  | 14 de mayo de 1910       | 21 de julio de 1857     | Carlos Eugenio Restrepo | Licencia al titular                    | [ 9 ]  |
| Carlos Arturo Torres  | 18 de abril de 1904      |                         | José Manuel Marroquín   | Licencia al titular                    | [ 13 ] |
| Arístides Fernández   | 3 de febrero de 1903     |                         | José Manuel Marroquín   | A la espera de la posesión del titular | [ 13 ] |
| Miguel Abadía Méndez  | 31 de julio de 1900      |                         | José Manuel Marroquín   | A la espera de la posesión del titular | [ 13 ] |

## Secretarios de Hacienda (1821-1886)
La siguiente es la lista de Secretarios de Hacienda:

### Secretarios de Hacienda de los Estados Unidos de Colombia (1863-1886)
| N.º       | Nombre                                | Inicio                  | Final                   | Presidente                          | Ref.          |
| --------- | ------------------------------------- | ----------------------- | ----------------------- | ----------------------------------- | ------------- |
| 32.°      | Antonio Roldán Reyes                  | 9 de junio de 1886      | 7 de agosto de 1886     | José María Campo Serrano            | [ 2 ]         |
| 31.°      | Felipe Angulo Bustillo                | 1 de abril de 1886      | 9 de junio de 1886      | José María Campo Serrano            | [ 2 ]         |
| 30.°      | José María Campo Serrano              | 2 de febrero de 1885    | 1 de abril de 1886      | Rafael Núñez Moledo                 | [ 2 ]         |
| 29.°      | Felipe Angulo Bustillo                | 13 de noviembre de 1884 | 2 de febrero de 1885    | Rafael Núñez Moledo                 | [ 2 ]         |
| 28.°      | Napoleón Borrero                      | 17 de julio de 1884     | 12 de noviembre de 1884 | Rafael Núñez Moledo                 | [ 2 ]         |
| 27.°      | Felipe Angulo Bustillo                | 3 de abril de 1884      | 17 de julio de 1884     | Ezequiel Hurtado Hurtado            | [ 2 ]         |
| 26.°      | Aníbal Galindo                        | 22 de diciembre de 1882 | 3 de abril de 1884      | José Eusebio Otálora Martínez       | [ 2 ]         |
| 25.°      | Emigdio Palau                         | 17 de noviembre de 1882 | 22 de diciembre de 1882 | Francisco Javier Martínez de Zaldúa | [ 2 ]         |
| 24.°      | Miguel Samper Agudelo                 | 4 de abril de 1882      | 17 de noviembre de 1882 | Francisco Javier Martínez de Zaldúa | [ 2 ]         |
| 23.°      | Antonio Roldán Reyes                  | 12 de febrero de 1881   | 4 de abril de 1882      | Rafael Núñez Moledo                 | [ 2 ]         |
| 22.°      | José Eusebio Otálora Martínez         | 9 de abril de 1880      | 12 de febrero de 1881   | Rafael Núñez Moledo                 | [ 2 ]         |
| 21.°      | Hermógenes Wilson                     | 1880                    | 9 de abril de 1880      | Julián Trujillo Largacha            | [ 2 ] [ 14 ]  |
| 20.°      | Luis Carlos Rico                      | 1879                    | 1880                    | Julián Trujillo Largacha            | [ 2 ] [ 14 ]  |
| 19.°      | Luis Bernal                           | 1878                    | 1878                    | Aquileo Parra Gómez                 | [ 14 ] [ 15 ] |
| 18.°      | Januario Salgar Moreno                | 1877                    | 1877                    | Aquileo Parra Gómez                 | [ 2 ] [ 14 ]  |
| 17.°      | Carlos Nicolás Rodríguez              | 1876                    | 1877                    | Aquileo Parra Gómez                 | [ 2 ] [ 15 ]  |
| 16.°      | Nicolás Esguerra Ortiz                | 1876                    | 1876                    | Santiago Pérez Manosalva            | [ 14 ] [ 15 ] |
| -         | Francisco de Paula Rueda (e)          | 12 de febrero de 1875   | 1876                    | Santiago Pérez Manosalva            | [ 2 ]         |
| 15.°      | Aquileo Parra Gómez                   | 1 de abril de 1874      | 12 de febrero de 1875   | Santiago Pérez Manosalva            | [ 2 ]         |
| 15.°      | Aquileo Parra Gómez                   | 1 de abril de 1872      | 1 de abril de 1874      | Manuel Murillo Toro                 | [ 2 ] [ 14 ]  |
| 14.°      | Salvador Camacho Roldán               | 1871                    | 1 de abril de 1872      | Eustorgio Salgar                    | [ 2 ] [ 14 ]  |
| 13.°      | Januario Salgar Moreno                | 1870                    | 1871                    | Eustorgio Salgar                    | [ 2 ]         |
| 12.°      | Januario Salgar Moreno                | 1869                    | 1870                    | José de los Santos Gutiérrez        | [ 2 ] [ 15 ]  |
| 11.°      | Salvador Camacho Roldán               | 1869                    | 1869                    | José de los Santos Gutiérrez        | [ 14 ] [ 15 ] |
| 10.°      | Miguel Samper Agudelo                 | 1 de abril de 1868      | 1869                    | José de los Santos Gutiérrez        | [ 2 ] [ 14 ]  |
| 9.°       | Jorge Gutiérrez de Lara               | 23 de mayo de 1867      | 1 de abril de 1868      | Manuel Santos Acosta                | [ 2 ] [ 14 ]  |
| 8.°       | Alejo Morales                         | 31 de octubre de 1866   | 23 de mayo de 1867      | Tomás Cipriano de Mosquera          | [ 15 ]        |
| 6.° / 7.° | Francisco Agudelo / Bernardo Espinosa | 30 de mayo de 1866      | 31 de octubre de 1866   | Tomás Cipriano de Mosquera          | [ 16 ]        |
| 5.°       | Próspero Pereira Gamba                | 1 de abril de 1866      | 30 de mayo de 1866      | Tomás Cipriano de Mosquera          | [ 16 ]        |
| 4.°       | Tomás Cuenca                          | 1864                    | 1 de abril de 1866      | Manuel Murillo Toro                 | [ 14 ] [ 15 ] |
| 3.°       | Froilán Largacha Hurtado              | 8 de abril de 1864      | 1864                    | Manuel Murillo Toro                 | [ 2 ]         |
| 3.°       | Froilán Largacha Hurtado              | 1864                    | 8 de abril de 1864      | Tomás Cipriano de Mosquera          | [ 2 ] [ 14 ]  |
| 2.°       | Antonio González Carazo               | 1863                    | 1864                    | Tomás Cipriano de Mosquera          | [ 2 ]         |
| 1.°       | Rafael Núñez Moledo                   | 1863                    | 1863                    | Tomás Cipriano de Mosquera          | [ 15 ]        |

### Secretarios de Hacienda de la Confederación Granadina (1858-1863)
| N.° | Nombre                    | Inicio              | Final               | Presidente                 | Ref.  |
| --- | ------------------------- | ------------------- | ------------------- | -------------------------- | ----- |
| 2.° | Julián Trujillo Largacha  | 18 de julio de 1861 | 8 de mayo de 1863   | Tomás Cipriano de Mosquera | [ 2 ] |
| 1.° | Ignacio Gutiérrez Vergara | 11 de junio de 1861 | 18 de julio de 1861 | Julio Arboleda Pombo       | [ 2 ] |
| 1.° | Ignacio Gutiérrez Vergara | 1 de abril de 1861  | 11 de junio de 1861 | Bartolomé Calvo            | [ 2 ] |
| 1.° | Ignacio Gutiérrez Vergara | 22 de mayo de 1858  | 18 de julio de 1861 | Mariano Ospina Rodríguez   | [ 2 ] |

### Secretarios de Hacienda de la República de la Nueva Granada (1831-1858)
| N.º  | Nombre                               | Inicio                   | Final                    | Presidente                   | Ref.         |
| ---- | ------------------------------------ | ------------------------ | ------------------------ | ---------------------------- | ------------ |
| 26.° | Ignacio Gutiérrez Vergara            | 21 de julio de 1857      | 22 de mayo de 1858       | Mariano Ospina Rodríguez     | [ 2 ] [ 14 ] |
| -    | José A. Correa (e)                   | 1857                     | 1857                     | Mariano Ospina Rodríguez     | [ 2 ]        |
| 25.° | Joaquín Valencia                     | 1 de abril de 1857       | 21 de julio de 1857      | Mariano Ospina Rodríguez     | [ 2 ] [ 15 ] |
| 24.° | Rafael Núñez Moledo                  | 26 de noviembre de 1855  | 1 de abril de 1857       | Manuel María Mallarino       | [ 2 ] [ 14 ] |
| 23.° | José María Plata Soto                | 1 de abril de 1855       | 26 de noviembre de 1855  | Manuel María Mallarino       | [ 2 ] [ 14 ] |
| 23.° | José María Plata Soto                | 4 de diciembre de 1854   | 1 de abril de 1855       | José de Obaldía y Orejuela   | [ 2 ]        |
| 22.° | Francisco Antonio Obregón (De facto) | 1854                     | 4 de diciembre de 1854   | José María Melo y Ortiz      | [ 2 ]        |
| 21.° | Pedro Mártir Consuegra (De facto)    | 6 de mayo de 1854        | 1854                     | José María Melo y Ortiz      | [ 2 ]        |
| 20.° | Ramón María Ardila (De facto)        | 17 de abril de 1854      | 6 de mayo de 1854        | José María Melo y Ortiz      | [ 2 ]        |
| 19.° | José María Plata Soto                | 2 de abril de 1853       | 17 de abril de 1854      | José María Obando Del Campo  | [ 2 ] [ 15 ] |
| 18.° | Juan Nepomuceno Gómez                | 1 de mayo de 1852        | 1 de abril de 1853       | José Hilario López Valdés    | [ 2 ] [ 14 ] |
| 17.° | Manuel Murillo Toro                  | 16 de mayo de 1849       | 1 de mayo de 1852        | José Hilario López Valdés    | [ 2 ] [ 14 ] |
| 16.° | Ramón María Arjona                   | 1849                     | 16 de mayo de 1849       | José Hilario López Valdés    | [ 2 ] [ 14 ] |
| 15.° | Ezequiel Rojas Ramírez               | 2 de abril de 1849       | 1849                     | José Hilario López Valdés    | [ 2 ] [ 15 ] |
| 14.° | Ramón María Arjona                   | 4 de noviembre de 1848   | 2 de abril de 1849       | Tomás Cipriano de Mosquera   | [ 2 ]        |
| 13.° | Florentino González Vargas           | 11 de septiembre de 1846 | 3 de noviembre de 1848   | Tomás Cipriano de Mosquera   | [ 2 ] [ 15 ] |
| 12.° | Lino de Pombo O'Donnell              | 29 de diciembre de 1845  | 10 de septiembre de 1846 | Tomás Cipriano de Mosquera   | [ 2 ] [ 14 ] |
| 11.° | Juan Clímaco Ordóñez Mantilla        | 2 de marzo de 1845       | 28 de diciembre de 1845  | Tomás Cipriano de Mosquera   | [ 2 ] [ 14 ] |
| 10.° | Rufino Cuervo y Barreto              | 31 de diciembre de 1842  | 1 de marzo de 1845       | Pedro Alcántara Herrán       | [ 2 ] [ 14 ] |
| -    | Ignacio Gutiérrez Vergara (e)        | 22 de junio de 1842      | 30 de diciembre de 1842  | Pedro Alcántara Herrán       | [ 2 ]        |
| 9.°  | Jorge Juan Hoyos                     | 8 de junio de 1841       | 21 de junio de 1842      | Pedro Alcántara Herrán       | [ 2 ] [ 14 ] |
| 8.°  | Mariano Calvo                        | 8 de noviembre de 1840   | 8 de junio de 1841       | Pedro Alcántara Herrán       | [ 2 ] [ 14 ] |
| -    | Simón Burgos (e)                     | 4 de julio de 1840       | 7 de noviembre de 1840   | José Ignacio de Márquez      | [ 2 ]        |
| 7.°  | Juan de Dios Aranzazu                | 19 de septiembre de 1837 | 3 de julio de 1840       | José Ignacio de Márquez      | [ 14 ]       |
| -    | Simón Burgos (e)                     | 4 de abril de 1837       | 18 de septiembre de 1837 | Francisco de Paula Santander | [ 2 ]        |
| -    | Florentino González Vargas (e)       | 6 de agosto de 1836      | 3 de abril de 1837       | Francisco de Paula Santander | [ 2 ]        |
| 6.°  | Francisco Soto Montes de Oca         | 3 de mayo de 1836        | 5 de agosto de 1836      | Francisco de Paula Santander | [ 2 ]        |
| -    | José María Cárdenas (e)              | 7 de abril de 1836       | 2 de mayo de 1836        | Francisco de Paula Santander | [ 2 ]        |
| 5.°  | Francisco Soto Montes de Oca         | 6 de septiembre de 1833  | 6 de abril de 1836       | Francisco de Paula Santander | [ 2 ]        |
| -    | Simón Burgos (e)                     | 5 de junio de 1833       | 5 de septiembre de 1833  | Francisco de Paula Santander | [ 2 ]        |
| 3.°  | Francisco Soto Montes de Oca         | 7 de julio de 1832       | 4 de junio de 1833       | Francisco de Paula Santander | [ 2 ]        |
| 2.°  | Domingo Caicedo                      | 6 de abril de 1832       | 6 de julio de 1832       | Francisco de Paula Santander | [ 2 ]        |
| 1.°  | Diego Fernando Gómez                 | 26 de noviembre de 1831  | 5 de abril de 1832       | José María Obando Del Campo  | [ 2 ]        |

### Secretarios de Hacienda de la Gran Colombia (1819-1831)
| N.º | Nombre                                                          | Inicio                                                          | Final                                                           | Presidente                                                      | Ref.                                                            |
| Secretarios de Hacienda de la República de Colombia (1821-1831)                                                                            | Secretarios de Hacienda de la República de Colombia (1821-1831) | Secretarios de Hacienda de la República de Colombia (1821-1831) | Secretarios de Hacienda de la República de Colombia (1821-1831) | Secretarios de Hacienda de la República de Colombia (1821-1831) | Secretarios de Hacienda de la República de Colombia (1821-1831) |
| --- | --------------------------------------------------------------- | --------------------------------------------------------------- | --------------------------------------------------------------- | --------------------------------------------------------------- | --------------------------------------------------------------- |
| 3.° | José Ignacio de Márquez                                         | 3 de mayo de 1831                                               | 25 de noviembre de 1831                                         | Domingo Caicedo                                                 | [ 2 ]                                                           |
| 2.° | Jerónimo Gutiérrez de Mendoza y Galavís (De facto)              | 6 de septiembre de 1830                                         | 2 de mayo de 1831                                               | Rafael Urdaneta                                                 | [ 2 ]                                                           |
| - | José Ignacio de Márquez (e)                                     | 4 de mayo de 1830                                               | 6 de septiembre de 1830                                         | Domingo Caicedo / Joaquín Mosquera                              | [ 2 ]                                                           |
| - | José Ignacio de Márquez (e)                                     | 13 de marzo de 1830                                             | 4 de mayo de 1830                                               | Simón Bolívar                                                   | [ 2 ]                                                           |
| - | Nicolás Tanco Bosmeniel (e)                                     | 5 de marzo de 1828                                              | 12 de marzo de 1830                                             | Simón Bolívar                                                   | [ 2 ]                                                           |
| 1.° | José María del Castillo Rada                                    | 20 de febrero de 1828                                           | 5 de marzo de 1828                                              | Simón Bolívar                                                   | [ 2 ]                                                           |
| 1.° | José María del Castillo Rada                                    | 14 de noviembre de 1821                                         | 20 de febrero de 1828                                           | Simón Bolívar (Francisco de Paula Santander)                    | [ 2 ]                                                           |
| Secretario General del Departamento de Cundinamarca en Colombia (1821) Encargado de los despachos de Interior, Justicia, Guerra y Hacienda |                                                                 |                                                                 |                                                                 |                                                                 |                                                                 |
| - | Estanislao Vergara y Sanz de Santamaría                         | 15 de febrero de 1821                                           | 14 de noviembre de 1821                                         | Francisco de Paula Santander                                    | [ 2 ]                                                           |
| Cosecretario General encargado del despacho de Guerra y Hacienda del Departamento de Cundinamarca en Colombia (1819-1820)                  |                                                                 |                                                                 |                                                                 |                                                                 |                                                                 |
| 1.° | Alejandro Osorio Uribe                                          | 1 de agosto de 1820                                             | 15 de febrero de 1821                                           | Francisco de Paula Santander                                    | [ 2 ]                                                           |
| Secretarios de Guerra y Hacienda del Departamento de Cundinamarca en Colombia (1819-1820)                                                  |                                                                 |                                                                 |                                                                 |                                                                 |                                                                 |
| 1.° | Alejandro Osorio Uribe                                          | 24 de septiembre de 1819                                        | 1 de agosto de 1820                                             | Francisco de Paula Santander                                    | [ 2 ]                                                           |